# Corolla chrysosticta
Corolla chrysosticta is een slakkensoort uit de familie van de Cymbuliidae. De wetenschappelijke naam van de soort is voor het eerst geldig gepubliceerd in 1854 door Troschel.